# Brachionus forficula
Brachionus forficula är en hjuldjursart som beskrevs av Wierzejski 1891. Brachionus forficula ingår i släktet Brachionus och familjen Brachionidae. Inga underarter finns listade i Catalogue of Life.